# Facultad de Farmacia de la Universidad de Costa Rica
La Facultad de Farmacia de la Universidad de Costa Rica (siglas: FF-UCR) es una de las trece facultades que conforman la dicha universidad. La facultad, dentro de la organización de la universidad, forma parte del área de Ciencias de la Salud.

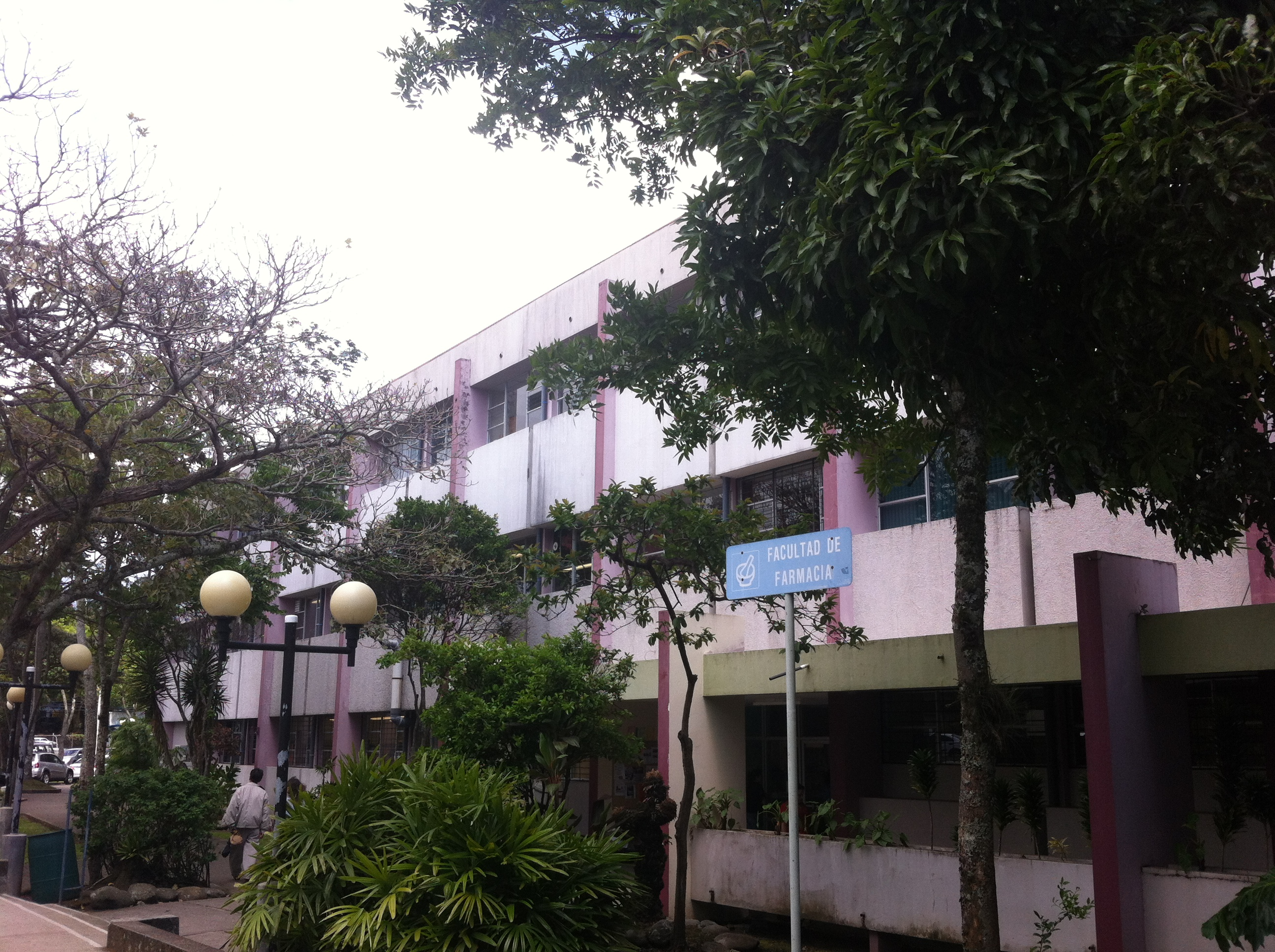
Facultad de Farmacia de la UCR.

## Introducción
La Facultad de Farmacia de la Universidad de Costa Rica es una de las doce facultades que conforman esta Benemérita institución de Educación Superior y en conjunto con otras facultades y escuelas está adscrita al área de Ciencias de la Salud. Se ubica en la Ciudad Universitaria Rodrigo Facio en San Pedro de Montes de Oca. Los objetivos principales de la facultad son preparar docentes e investigadores para contribuir con el país en el campo de los medicamentos. Brinda el grado académico de Licenciatura en Farmacia.
Desde mediados del año 2023, El Dr Luis Esteban Hernández Soto, es el nuevo decano de la facultad, tras la salida de la Dra. Victoria Hall.

## Reseña histórica
La cátedra de Farmacia se creó en 1848 y es de las más antiguas del país. Junto con la Facultad de Medicina y Cirugía, la cátedra de Farmacia tuvo un papel muy importante en los programas de salud pública en Costa Rica, pero al aumentar el cuerpo de farmacéuticos, se independizaron de la Facultad de Medicina en 1897 y crearon su propia facultad, la Escuela de Farmacia. La escuela fue establecida por la Asamblea Legislativa en la sesión del 1 de febrero de 1897 y refrendada por el Poder Ejecutivo el 8 de febrero de ese mismo año. Durante los dos primeros años la escuela fue dirigida por la Facultad de Medicina, Cirugía y Farmacia y en 1889 se nombró a don Elías Jiménez Rojas como director, siendo el primer director de la ahora Facultad de Farmacia.  
En 1902 se funda el Colegio de Farmacéuticos de Costa Rica, el cual ha regulado el ejercicio de esta profesión. La Escuela de Farmacia fue de gran importancia para la creación de la Universidad de Costa Rica (UCR) y puso a la disposición la información pertinente para que se crearan más escuelas en la universidad. El 31 de diciembre de 1941, la Facultad de Farmacia pasó a ser administrada por la Universidad de Costa Rica. La Facultad se ha encargado de formar profesionales los cuales han brindado sus servicios para mejorar la salud pública de Costa Rica a lo largo de los años.

## Instituto de Investigaciones Farmacéuticas
El INIFAR denominación de las siglas del Instituto de Investigaciones Farmacéuticas, fue creado en 1993 para la investigación y proyección social de las ciencias farmacéuticas. El INIFAR tiene como propósito trabajar según las necesidades que tenga el país. Su personal se dedican a la investigación, información y asesoría farmacéutica a nivel nacional e internacional.
El INIFAR es de mucha importancia para el país porque se encarga de la investigación de medicamentos y productos naturales. Asimismo, abarca el campo del biofarmacéutico, que busca garantizar la calidad de los medicamentos genéricos. Además, comprende la investigación clínica con estudios de seguimiento farmacoterapéutico, utilización de medicamentos y de farmacocinética clínica. Todo esto le permite al instituto ayudar a los pacientes para que hagan un buen uso de los tratamientos farmacológicos.
El INIFAR tiene adscritos un Centro de Información de medicamentos y tres laboratorios:
Centro Nacional de Información de Medicamentos:
El CIMED siglas que denominan el Centro Nacional de Información de Medicamentos se fundó en 1983, para brindar desde la UCR, información de medicamentos e intoxicaciones y para prestar el servicio de orientación en temas relacionados con los cuidados de la salud. En el 2001 se reconoció al CIMED como el organismo técnico oficial de información en medicamentos. El CIMED brinda información científica confiable y respaldada de medicamentos a diferentes personas a lo largo del país y en el extranjero, ya que profesionales de este centro de información instan el uso adecuado de los medicamentos en la población. Aunado a esta servicio, transmiten por Radio Universidad un programa que con información sobre |medicamentos.
 Laboratorio de Biofarmacia y Farmacocinética:
El LABIOFAR o Laboratorio de Biofarmacia y Farmacocinética se creó en 1985, con el objetivo de realizan investigaciones de la calidad de los medicamentos que se estudian para dar garantía de que se pueden cambiar los medicamentos genéricos con sus medicamentos originales respectivos, el LABIOFAR es muy importante, ya que es el único laboratorio de este tipo en Centroamérica. Sus principales actividades son los análisis biofarmacéuticos y los estudios farmacocinéticos mediante proyectos de investigación que contratan compañías farmacéuticas tanto nacionales como internacionales. También capacita profesionales de la industria farmacéutica y de varios centros del país y de la región centroamericana. El LABIOFAR ha brindado su apoyo a la Dirección de Registros y Controles del Ministerio de Salud en la creación de la normativa de bioequivalencia que tiene como objetivo agilizar la inscripción o renovación del registro sanitario de los medicamentos que lo requieran.
Laboratorio de Fitofarmacología:
El LAFITO o Laboratorio de Fitofarmacología se basa en la investigación en el campo de la fitofarmacología o de productos de origen natural. Realizan estudios farmacológicos y toxicológicos para seleccionar las plantas de interés nacional, que pueden ser utilizadas en el campo farmacéutico y no presentan riesgos para la industria farmacéutica que las aplica. Uno de los fines primordiales del LAFITO es que los fitofármacos se consideren serios y sean aprobados científicamente, igualmente, se realizan pruebas para establecer varios parámetros de evaluación en la calidad de los productos medicinales o productos preparados que contengan productos naturales, con el objetivo de proteger la salud de quienes consumen los producos y que cumplan con la calidad que demanda el país y en el extranjero. 
Laboratorio de Análisis y Asesoría Farmacéutica:
El LAYAFA o Laboratorio de Análisis y Asesoría Farmacéutica es el primer ente creado por el INIFAR, se caracteriza por la experiencia en el análisis de medicamentos. A lo largo de casi treinta años, ha tenido un papel elemental en el control de la calidad de medicamentos y desde que se desarrolló brinda asesoría a la industria farmacéutica costarricense. El LAYAFA se ha especializado en desallorar técnicas analíticas relacionadas con prácticamente todo tipo de medicamentos como las tabletas, los  supositorios, cremas, jarabe, ungüentos, cápsulas, inyectables y otras. También se efectúan pruebas importantes en el campo farmacéutico que se presentan en la Farmacopea de Estados Unidos o en otros libros oficiales, o bien usando diferentes métodos que les envían los laboratorios interesados.

## Asociación de Estudiantes de Farmacia
La Asociación de Estudiantes de Farmacia(AEF) tiene más de 100 años brindado sus servicios a los estudiantes de Farmacia de la Universidad de Costa Rica. Se encarga de representar a los estudiantes  en cualquier problema que tenga que enfrentar con entes superiores de la facultad, fuera de ella y ante la Federación de Estudiantes de la Universidad de Costa Rica. La AEF se encarga de proteger los intereses de los estudiantes y está disponible en brindar ayuda a los estudiantes de la facultad y en la defensa de sus derechos.

## Admisión
Para ingresar a la carrera de Farmacia es necesario aplicar el examen o prueba de admisión a la Universidad de Costa Rica y obtener la nota requerida para ingresar a la carrera de Licenciatura en Farmacia. Esta institución de enseñanza superior, toma como ¨nota corte¨ a la nota más baja que pudo ingresar a la carrera, esto depende de la cantidad de cupos que tiene la carrera. En los últimos años, la Licenciatura en Farmacia se ubica entre los cortes más altos de la universidad. 
| Año       | Nota corte            |
| --------- | --------------------- |
| 2006-2007 | 660.83                |
| 2007-2008 | 651.64                |
| 2008-2009 | 652.07                |
| 2009-2010 | 575.70                |
| 2010-2011 | 636.78                |
| 2011-2012 | 635.99                |
| 2012-2013 | 657.65                |
| 2013-2014 | 660.40                |
| 2014-2015 | 647.61                |
| 2015-2016 | 542.96 *              |
| 2016-2017 | 633.74                |
| 2017-2018 | 632.60                |
| 2018-2019 | 626.29                |
| 2019-2020 | Publicado en Dic 2019 |

- Se comienza a aplicar el examen de Habilidades Cuantitativas, como un requisito para el ingreso a la carrera.